# Авијатик B.II
Авиатик B.II  (нем. Aviatic B.II) је немачко-аустроугарски двокрилни једномоторни авион са два члана посаде који се користио као извиђач и авион за обуку непосредно пре и првих година Првог светског рата. Производила га је фирма Automobil und Aviatikwerke AG из Лајпцига и њена филијала из Беча.

## Пројектовање и развој
Главни конструктор овог авиона је био швајцарски инжењер Robert Wild. У бироу који је он водио настало је неколико оригиналних конструкција авиона. Ови авиони су носили фабричке ознаке P.13 (1912), P.14 (1913) и P.15 (1914), они су се комерцијално производили и коришћени су у пилотским школама и код приватних корисника. Немачко ратно ваздухопловство је било заинтересовано и тестирало је модел P.15. Уз уважене примедбе овај авион је модификован, добио је војну ознаку Aviatic B II и испоручен немачком војном ваздухопловству као извиђач.

## Технички опис
Авион Авиатик B.II је био двокрилни једномоторни авион са два члана посаде дрвене конструкције у које су уграђивани мотори Mercedes D.II, 88 kW (120 KS) у Немачкој и Аустро-Даимлер AD6 снаге 120/150 KS у Аустроугарској. Носећа структура трупа авиона је била дрвена просторна решеткаста конструкција, попречног правоугаоног пресека. Кљун авиона (моторни део) је био обложен алуминијумским лимом а остали део авиона је био обложен импрегнираним платном. Конструкција крила је такође била дрвена обложена импрегнираним платном. Носач мотора и конструкција стајног трапа је била од заварених челичних цеву.

### Варијанте авиона Авиатик B.II
Авион Авиатик B.II се производио у две варијанте:
- Серија 32 - модел са мотором Аустро-Даимлер AD6 снаге 120 KS.
- Серија 34 - модел са мотором Аустро-Даимлер AD6 снаге 150 KS.

## Земље које су користиле Авион Авиатик B.II
- Аустроугарска
- Немачко царство
- Краљевина Србија

## Оперативно коришћење
Авион Авиатик B.II је коришћен као извиђач на западном фронту у Првом светском рату а када је фирма Automobil und Aviatikwerke AG 1914. године основала ћерка фирму Aviatik у Бечу, почела је производња и коришћење ових авиона и у аустроугарском ратном ваздухопловству. Аустроугарско ратно ваздухопловство (KuKLFT) је користило овај авион као извиђач на Источном и Балканском ратишту.

### Авион Авиатик B.II у Краљевини Србији
У току ратних операција 1914 - 1915. године српска војска је заробила два авиона Авиатик (један је био Авиатик B.II а за други никад није поуздано утврђен тип али се претпоставља да је и он био B.II) која су припадала аустроугарском ваздухопловству (KuKLFT) које је оперисало на балканском ратишту. То су били ненаоружани авиони који су служили као извиђачи.